# Addik
Addik est une chaîne de télévision québécoise spécialisée de catégorie A appartenant au Groupe TVA, destinée aux adeptes de mystère, de fantastique, d'énigmes, d'intrigues et de suspense. La chaîne était connue sous le nom de Mystère jusqu'au 23 août 2010 puis AddikTV jusqu'au 1er août 2022.

## Historique
Une demande de licence pour une nouvelle chaîne numérique spécialisée détenue à 45,5 % par Groupe TVA, 45,5 % par Global Television Network (qui a proposé un équivalent anglophone 13th Street) et 9 % par Rogers fut proposée devant le CRTC consacré exclusivement au suspense et au mystère sous le nom de 13e rue et approuvée à l'automne 2000. Tenant compte de la faible pénétration de la télévision numérique au Québec, le lancement de la chaîne a été retardée. Initialement prévue pour le 30 septembre 2004, la chaîne est finalement lancée le 21 octobre 2004 sous le nom de Mystère, soit l'équivalent de la chaîne anglophone Mystery TV lancée par Canwest en septembre 2001. La version HD de la chaîne est lancée le 13 octobre 2008 sur Illico télé numérique.
Après avoir modifié à l'été 2009 les catégories que la chaîne peut diffuser d'après les conditions de licence du CRTC, et dans le but d'élargir sa programmation et son auditoire, Mystère change de nom pour addikTV le 23 août 2010.
Le 1er août 2022, addikTV devient Addik.

### Identité visuelle (logo)

Logo de Mystère du 21 octobre 2004 au 23 août 2010.
Logo d'AddikTV du 23 août 2010 au 1er août 2022
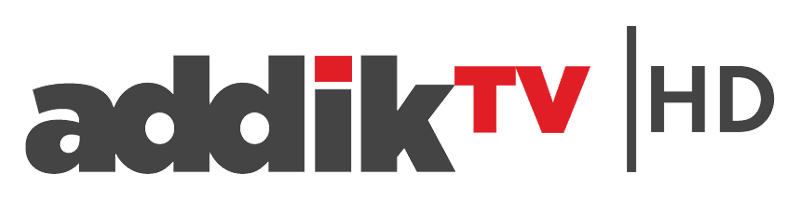
Logo en haute-définition jusqu'au 1er août 2022
Logo d'Addik depuis le 1er août 2022.

## Programmation
Addik diffuse 24 heures sur 24 des films et des séries canadiennes et américaines. Les séries en ondes sont, pour la plupart, des séries policières (Dexter, La Loi et l'ordre, Monk), des séries à suspense (24 heures chrono) ou des séries fantastiques (Les Héros, La Caravane de l'étrange, Les 4400).
Une grande partie du temps d'antenne réservé aux films est occupé par la série Columbo. En août 2008, les films de Columbo étaient diffusés chaque jour[réf. nécessaire].
Un bon nombre de séries diffusées sur addikTV sont également diffusées sur TVA quelques mois plus tard. C'est le cas de Monk, La Grande Évasion, Dr House, Les Héros, Esprits criminels et Les 4400. Les séries originales du Club Illico sont ensuite diffusées sur Addik.

### Séries originales
- Mensonges (série originale, 2014–en cours)[7]
- Prémonitions (série originale, 2016)
- Blue Moon (après Club Illico)
- Victor Lessard (après Club Illico)
- Patrick Sénécal Présente (après Club Illico)

### Liste d'émissions
- Breaking Bad : Le Chimiste[8] (Breaking Bad)
- Bref.
- Chicago Fire : Caserne 51 (depuis 2013)
- Continuum
- Copper (depuis 2013)
- Des femmes et des bombes (Bomb Girls)
- Désordre extrême (Hoarders)
- Des trésors pas comme les autres (Deals from the Dark Side) (téléréalité, automne 2014)
- Dexter
- Les Enquêtes de Murdoch (Murdoch Mysteries)
- Esprits criminels (Criminal Minds)
- Être humain (Being Human)
- Évasions extrêmes (?)
- Fitz (Call Me Fitz)
- Hannibal (depuis 2014)
- Haven
- Histoire d'horreur (American Horror Story)
- Homicides aux Everglades (The Glades)
- Il était une fois (Once Upon a Time) (depuis 2014)
- L'Instant fatal (Snapped) (téléréalité)
- Justifié (Justified)
- La Loi et l'Ordre : NY - Section criminelle (Law and Order: Criminal Intent)
- Legends of Tomorrow
- Maîtres Arnaqueurs (Leverage)
- Missions secrètes (Covert Affairs)
- Motel Bates (depuis 2014)
- Otages (Hostages) (automne 2014)
- Les Passages de l'espoir (Saving Hope)
- Les Pouvoirs de Toby (The Listener)
- Psych : Enquêteur malgré lui (Psych)
- Real Humans : 100 % humain (Äkta Människor) (depuis 2013)
- Les Recrues de la 15e (Rookie Blue)
- Sans regret[9] (Shameless)
- Sons of Anarchy
- Suits : Les deux font la paire (Suits)
- The Flash (Depuis 2015)
- Toute la vérité
- Traitement Royal (Royal Pains)
- Le Trône de fer (Game of Thrones) (depuis 2013)

### Anciennes émissions
- 24 heures chrono (24)
- Alfred Hitchcock présente
- Alerte au virus (?)
- Alphas
- Angel
- Au-delà du réel : L'aventure continue (The Outer Limits)
- Au nord du 60e (en) (North of 60)
- À proteger et servir (en) (To Serve and Protect)
- Les Borgia (The Borgias)
- La Caravane de l'étrange
- Charlie et ses drôles de dames (Charlie's Angels)
- La Cible
- Le Code de Chicago (The Chicago Code)
- Crusoé
- Dark Blue : Unité infiltrée[9] (Dark Blue)
- Le Dernier Chapitre
- Deux flics à Miami (Miami Vice)
- Direction Sud (Due South)
- Dommages et intérêts (Damages)
- Dr House (House)
- Durham (Durham County)
- L'École du crime[9]
- La Femme Nikita
- La Firme (The Firm)
- La Grande Évasion (Prison Break)
- Haute finance (en) (Traders)
- Les Héros (Heroes)
- Highlander
- The Hour (2013)
- L'Homme de Fer (Ironside)
- L'Incorruptible (The Bridge)
- Instable (Shattered)
- Jackie (Nurse Jackie)
- Les Kenndys (The Kennedys)
- Légalement Kate (Fairly Legal)
- La Légende de Camelot (Camelot)
- La Loi et l'Ordre (Law and Order)
- La Loi et l'Ordre : Los Angeles (Law and Order: Los Angeles)
- Mari et Femmes (Big Love)
- Le Médiateur (?)
- Mercy
- Monk
- Onzième Heure (Eleventh Hour)
- Les Piliers de la terre (The Pillars of the Earth)
- Les Piliers de la terre : Un monde sans fin (World Without End)
- Les 4400 (The 4400)
- Rescue Me : Les Héros du 11 septembre (Rescue Me)
- Rome
- Salle de nouvelles (E.N.G.)
- Standoff : Unité de crise (Standoff)
- Le Surdoué (The Finder)
- Surface : Menace sous la mer (Surface)
- Tara dans tous ses états (United States of Tara)
- Terra Nova
- Touch : Les Liens invisibles (Touch)
- Trauma, les premiers répondants (Trauma)

## Annexe